# اندیس قله سوخته
قله سوخته یک اندیس فلزی است که در حوالی شهر معلمان استان سمنان قرار دارد و مادهٔ معدنی موجود در آن، مس است.  